# Douglas Lowe
Douglas Gordon Arthur Lowe, angleški atlet, * 7. marec 1902, Manchester, Anglija, Združeno kraljestvo, † 30. marec 1981, Cranbrook, Kent, Anglija.
Lowe je nastopil na dveh poletnih olimpijskih igrah, v letih 1924 v Parizu, kjer je osvojil naslov olimpijskega prvaka na 800 metrov in četrto mesto na 1500 metrov, ter 1928 v Amsterdamu, kjer je ubranil naslov olimpijskega prvaka na 800 metrov in zasedel peto mesto v štafeti 4 X 400 metrov.
Leta 2012 je bil sprejet v Angleški atletski hram slavnih.